# City Kids (album)
City Kids è il settimo album in studio del gruppo musicale statunitense Spyro Gyra, pubblicato nel 1983.
Il disco è stato classificato al secondo posto dalla rivista settimanale statunitense Billboard per la categoria Jazz Albums e al terzo posto per la categoria Top Jazz Album.

## Tracce
1. City Kids (Tom Schuman) – 5:10
2. Serpent in Paradise (Jay Beckenstein) – 4:45
3. A Ballad (Jay Beckenstein) – 5:42
4. Nightlife (Jeremy Wall) – 4:32
5. Island in the Sky (Jeremy Wall) – 6:44
6. Conversations (Tom Schuman) – 5:34
7. Silver Linings (Jay Beckenstein) – 4:36
8. Haverstraw Road (Jay Beckenstein) – 5:00

## Formazione
- Jay Beckenstein – sassofoni e lyricon
- Jorge Dalto – pianoforte (tracce 1 e 2)
- Jeremy Wall – pianoforte e tastiere (tracce 3 e 4)
- Richard Tee – pianoforte e piano elettrico (tracce 3 e 7)
- Tom Schuman – piano elettrico e tastiere (tracce 4,5 e 6)
- Chet Catallo – chitarra (tracce 1,2,4 e 7), chitarra solo (traccia 6)
- Steve Love – chitarre (tracce 1,3,4,6 e 7), chitarra solo (tracce 1 e 3)
- Hiram Bullock – chitarra (tracce 1,3 e 6)
- Kim Stone – basso elettrico (traccia 1)
- Eddie Gomez – contrabbasso (tracce 2,3 e 6)
- Will Lee – basso (tracce 2 e 4)
- Marcus Miller – basso (tracce 5,7 e 8)
- Steve Gadd – batteria (tracce 1,2,4,5,6 e 7) e percussioni (traccia 7)
- Steve Jordan – batteria (tracce 1,3)
- Dave Samuels – marimba e vibrafono (tracce 1,2,3,4 e 5)
- Gerardo Velez – percussioni (tracce 1,4 e 6)
- Manolo Badrena – congas e percussioni (tracce 1,2,4 e 5)